# Primera Divisió (2001/2002)
Primera Divisió 2001/2002 był to 7. sezon andorskiej pierwszej klasy rozgrywkowej w piłce nożnej. Brało w niej udział 8 zespołów, które grały ze sobą systemem „każdy z każdym”. Mistrzowskiego tytułu nie obroniło FC Santa Coloma. Nowym mistrzem Andory zostało FC Encamp, dla którego był to drugi tytuł mistrzowski w historii klubu. 

## Zasady rozgrywek
Osiem uczestniczących drużyn, grają mecze każdy z każdym w pierwszej fazie rozgrywek. W ten sposób odbywa się pierwszych 14 meczów. Następnie liga zostaje podzielona na dwie grupy po cztery zespoły. W obydwóch grupach drużyny rozgrywają kolejne mecze – dwukrotnie (mecz i rewanż) z każdą z drużyn ze znajdujących się w jej macierzystej połówce tabeli. W ten sposób każda z drużyn rozgrywa kolejnych sześć meczów, a punkty i bramki zdobyte w pierwszej fazie są brane pod uwagę w fazie drugiej. Górna połówka tabeli walczy o mistrzostwo Andory oraz kwalifikacje do rozgrywek europejskich, natomiast dolna połówka broni się przed spadkiem. Do niższej ligi spada bezpośrednio ostatnia drużyna.

## Drużyny
| Uczestnicy poprzedniej edycji                                                                                 | Uczestnicy poprzedniej edycji | Uczestnicy poprzedniej edycji | Uczestnicy poprzedniej edycji |
| --- | ----------------------------- | ----------------------------- | ----------------------------- |
| SFC | FC Santa Coloma               | 1                             |                               |
| SJU | UE Sant Julià                 | 2                             |                               |
| INT | Inter Club d’Escaldes         | 3                             |                               |
| PRI | CE Principat                  | 4                             |                               |
| LUS | FC Lusitanos                  | 5                             |                               |
| SCE | Sporting Club d’Escaldes      | 6                             |                               |
| ENC | FC Encamp                     | 7                             |                               |
| Awans z Segona Divisió                                                                                        |                               |                               |                               |
| RAN | FC Rànger's                   |                               |                               |
| Oznaczenia: - kolumna pierwsza – skróty nazw drużyn, - kolumna trzecia – miejsce zajęte w poprzednim sezonie. |                               |                               |                               |

## Stadiony
Wszystkie drużyny grające w Primera Divisió rozgrywały wszystkie spotkania ligowe na Estadi Comunal d'Aixovall w Aixovall.

## Pierwsza runda

### Tabela
| Lp. | Drużyna                  | M  | Z  | R | P  | Bramki | Bramki | Różn. | Pkt | Uwagi                               |
| --- | ------------------------ | -- | -- | - | -- | ------ | ------ | ----- | --- | ----------------------------------- |
| 1   | UE Sant Julià            | 14 | 11 | 2 | 1  | 39     | 9      | +30   | 35  | Kwalifikacja do grupy mistrzowskiej |
| 2   | FC Encamp                | 14 | 11 | 1 | 2  | 34     | 12     | +22   | 34  | Kwalifikacja do grupy mistrzowskiej |
| 3   | FC Santa Coloma          | 14 | 9  | 4 | 1  | 43     | 17     | +26   | 31  | Kwalifikacja do grupy mistrzowskiej |
| 4   | FC Rànger's              | 14 | 5  | 4 | 5  | 23     | 20     | +3    | 19  | Kwalifikacja do grupy mistrzowskiej |
| 5   | CE Principat             | 14 | 4  | 2 | 8  | 24     | 32     | −8    | 14  | Kwalifikacja do grupy spadkowej     |
| 6   | FC Lusitanos             | 14 | 3  | 3 | 8  | 19     | 30     | −11   | 12  | Kwalifikacja do grupy spadkowej     |
| 7   | Inter Club d’Escaldes    | 14 | 2  | 1 | 11 | 15     | 39     | −24   | 7   | Kwalifikacja do grupy spadkowej     |
| 8   | Sporting Club d’Escaldes | 14 | 1  | 3 | 10 | 11     | 49     | −38   | 6   | Kwalifikacja do grupy spadkowej     |

### Wyniki pierwszej rundy
| Gospodarz \ Gość         | ENC | SCE | INT | LUS | PRI | RAN | SFC | SJU |
| FC Encamp                |     | 5:1 | 5:1 | 1:0 | 2:0 | 1:0 | 3:3 | 0:2 |
| Sporting Club d’Escaldes | 1:6 |     | 2:2 | 0:0 | 0:4 | 0:4 | 0:6 | 1:4 |
| Inter Club d’Escaldes    | 1:3 | 0:3 |     | 2:4 | 0:1 | 0:3 | 2:4 | 0:2 |
| FC Lusitanos             | 1:2 | 2:0 | 0:2 |     | 2:2 | 3:3 | 1:3 | 0:4 |
| CE Principat             | 0:1 | 5:0 | 5:2 | 2:4 |     | 0:1 | 2:3 | 1:5 |
| FC Rànger's              | 0:3 | 1:1 | 2:0 | 3:1 | 1:1 |     | 2:4 | 1:3 |
| FC Santa Coloma          | 1:0 | 6:1 | 1:2 | 3:0 | 6:1 | 2:2 |     | 1:1 |
| UE Sant Julià            | 1:2 | 4:1 | 4:1 | 3:1 | 5:0 | 1:0 | 0:0 |     |

Źródło: RSSSF
Objaśnienia:
1Drużyna gospodarzy jest wymieniona po lewej stronie tabeli.
Kolory: zielony – zwycięstwo gospodarzy, żółty – remis, różowy – zwycięstwo gości.

## Druga runda

### Grupa mistrzowska
| Lp. | Drużyna             | M  | Z  | R | P | Bramki | Bramki | Różn. | Pkt | Uwagi                                |
| --- | ------------------- | -- | -- | - | - | ------ | ------ | ----- | --- | ------------------------------------ |
| 1   | FC Encamp (M)       | 20 | 14 | 2 | 4 | 43     | 18     | +25   | 44  | Puchar UEFA • I runda kwalifikacyjna |
| 2   | UE Sant Julià       | 20 | 13 | 4 | 3 | 51     | 21     | +30   | 43  | Puchar Intertoto • I runda           |
| 3   | FC Santa Coloma (P) | 20 | 12 | 6 | 2 | 57     | 23     | +34   | 42  |                                      |
| 4   | FC Rànger's         | 20 | 6  | 5 | 9 | 28     | 36     | −8    | 23  |                                      |

### Grupa spadkowa
| Lp. | Drużyna                  | M  | Z | R | P  | Bramki | Bramki | Różn. | Pkt | Uwagi |
| --- | ------------------------ | -- | - | - | -- | ------ | ------ | ----- | --- | ----- |
| 5   | FC Lusitanos             | 20 | 6 | 4 | 10 | 32     | 39     | −7    | 22  |       |
| 6   | CE Principat             | 20 | 6 | 4 | 10 | 32     | 40     | −8    | 22  |       |
| 7   | Inter Club d’Escaldes    | 20 | 6 | 2 | 12 | 23     | 42     | −19   | 20  |       |
| 8   | Sporting Club d’Escaldes | 20 | 2 | 3 | 15 | 15     | 62     | −47   | 9   |       |

### Wyniki drugiej rundy

#### Grupa mistrzowska
| Gospodarz \ Gość | ENC | RAN | SFC | SJU |
| FC Encamp        |     | 3:0 | 2:3 | 0:1 |
| FC Rànger's      | 0:1 |     | 1:0 | 1:5 |
| FC Santa Coloma  | 1:1 | 4:0 |     | 2:2 |
| UE Sant Julià    | 1:2 | 3:3 | 0:4 |     |

Źródło: RSSSF
Objaśnienia:
1Drużyna gospodarzy jest wymieniona po lewej stronie tabeli.
Kolory: zielony – zwycięstwo gospodarzy, żółty – remis, różowy – zwycięstwo gości.

#### Grupa spadkowa
| Gospodarz \ Gość         | SCE | INT | LUS | PRI |
| Sporting Club d’Escaldes |     | 0:1 | 0:4 | 1:2 |
| Inter Club d’Escaldes    | 1:0 |     | 2:3 | 3:0 |
| FC Lusitanos             | 4:1 | 0:1 |     | 2:2 |
| CE Principat             | 1:2 | 0:0 | 3:0 |     |

Źródło: RSSSF
Objaśnienia:
1Drużyna gospodarzy jest wymieniona po lewej stronie tabeli.
Kolory: zielony – zwycięstwo gospodarzy, żółty – remis, różowy – zwycięstwo gości.